# Richard Tepe
Richard August Joseph Maria (Richard) Tepe (28. srpna 1864 Amsterdam – 16. května 1952 Apeldoorn) byl nizozemský fotograf přírody. Jeho otec, amsterdamský obchodník Richard Johannes Joseph Tepe (1835–1864), byl starším nevlastním bratrem slavného architekta Alfreda Tepeho (1840–1920).

## Životopis
Kromě fotografie se samouk Tepe zajímal o přírodu a ochranu přírody, která se objevila na začátku 20. století, a hledal způsoby, jak přírodu a její ochranu popularizovat. Poté, co se kolem roku 1900 začal věnovat fotografování, se rychle obrátil k fotografii přírody. Byl jedním z prvních v Nizozemsku, kdo se tímto žánrem zabýval, a spolu s Paulem Louisem Steenhuizenem ho lze považovat za průkopníka v oblasti fotografie ptáků. Fotografie, které pořídil v Naardermeeru v letech 1902 až 1905, sloužily jako ilustrace k článku Jaca P. Thijsseho v De Levende Natuur, kdy bylo ohroženo přežití této přírodní rezervace. Později se Tepe zaměřil také na rostliny, krajinu, stromy, květiny a farmy. Tepe byl obeznámen s prací anglických fotografů ptáků, jako byli Cherry a Richard Kearton.
Jeho fotografie se objevily v mnoha přírodovědných knihách a časopisech, včetně těch, na kterých spolupracoval s Jac. P. Thijssem a Rinke Tolmanem. Svá díla také vystavoval na výstavách. Tepeho fotografie se objevily v publikacích, včetně Het vogeljaar (Ptačí rok, Thijsse, 1903); Het intieme leven der vogels (Thijsse, 1906); Omgang met planten (Thijsse, 1909); a Onder Hollands hemelen (Tolman, 1923). Své vlastní fotografie a krátké články publikoval také v různých časopisech a jeho snímky byly použity v ptačích kalendářích a pohlednicích. Tepe vždy zůstal věrný svému velkému fotoaparátu 13x18 se skleněnými negativy, a to i v době, kdy se již objevoval 35mm fotoaparát.

## Výstavy
- Science/Fiction – Une non-histoire des plantes, vizuální historie rostlin od 19. století do současnosti, spojující více než 40 umělců z různých období a národností, mezi nimiž jsou mimo jiné Anna Atkinsová, Henry Bradbury, Albert Renger-Patzsch, Karl Blossfeldt, Imogen Cunninghamová, Horst P. Horst, Edward Weston, Laure Albin Guillotová, filmaři jako Friedrich Wilhelm Murnau nebo Philip Kaufman a současní umělci jako Joan Fontcuberta, Sam Falls, Pierre Joseph, Jochen Lempert, Angelica Mesitiová, Richard Tepe nebo také Agnieszka Polska, Maison européenne de la photographie, od 16. října 2024 do 19. ledna 2025[2]

## Galerie

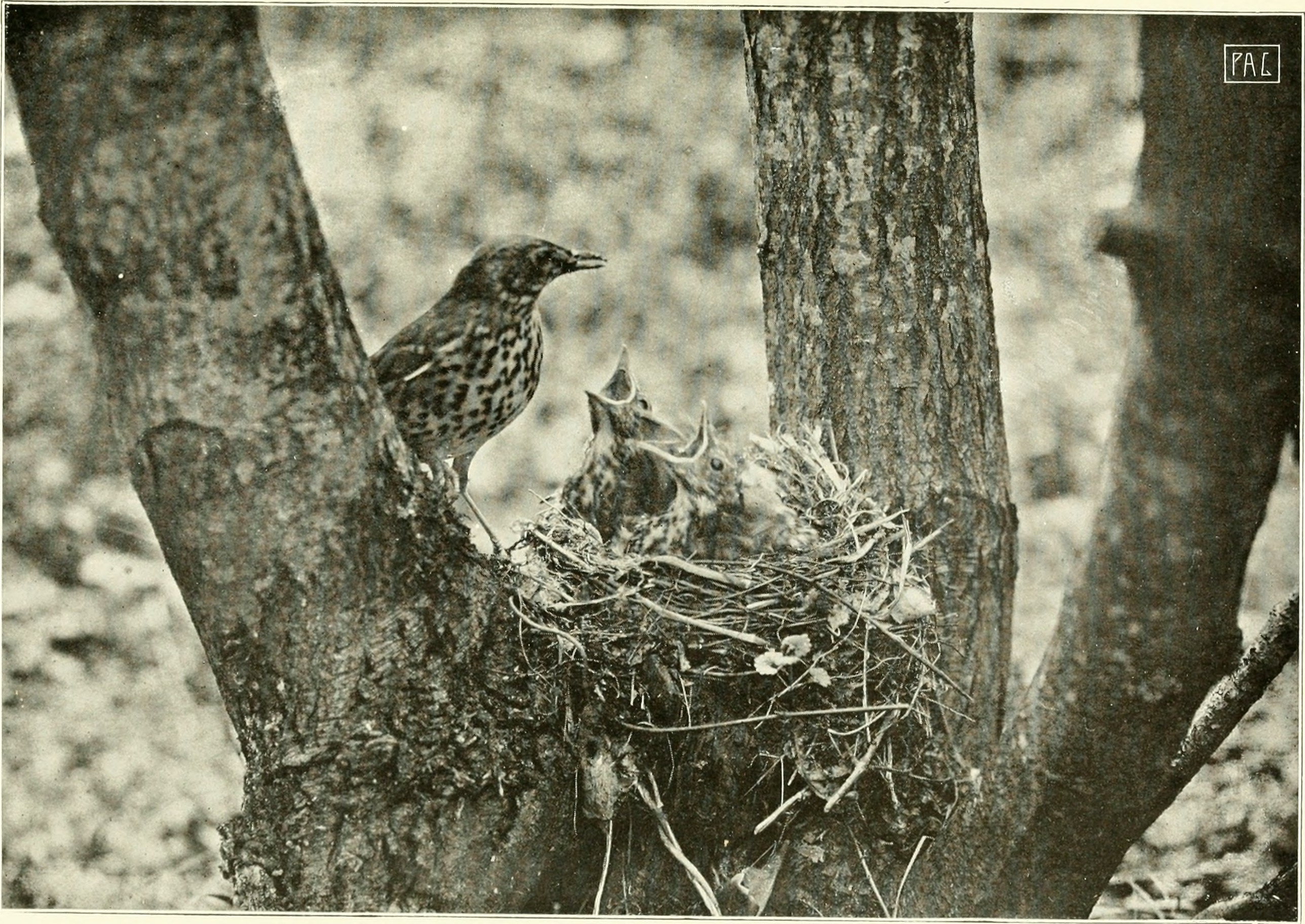
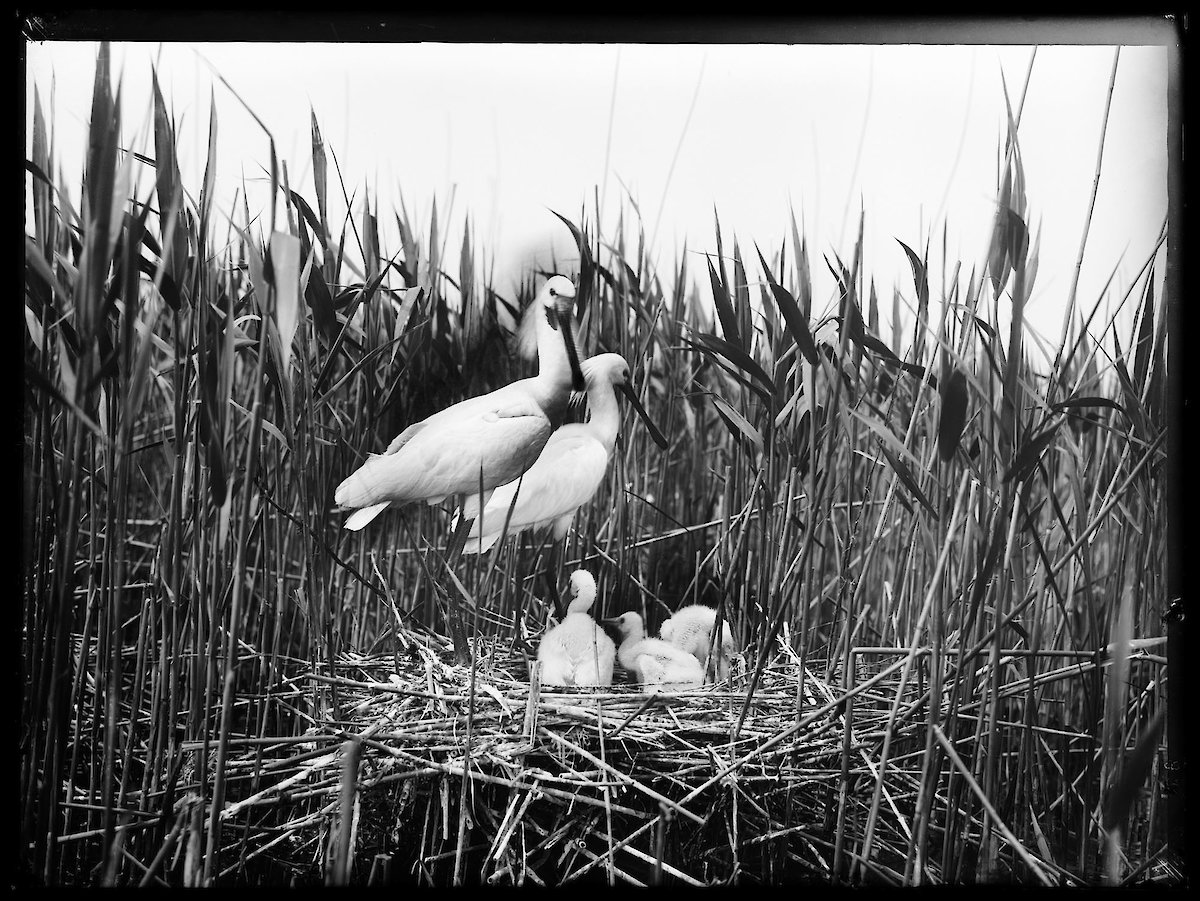
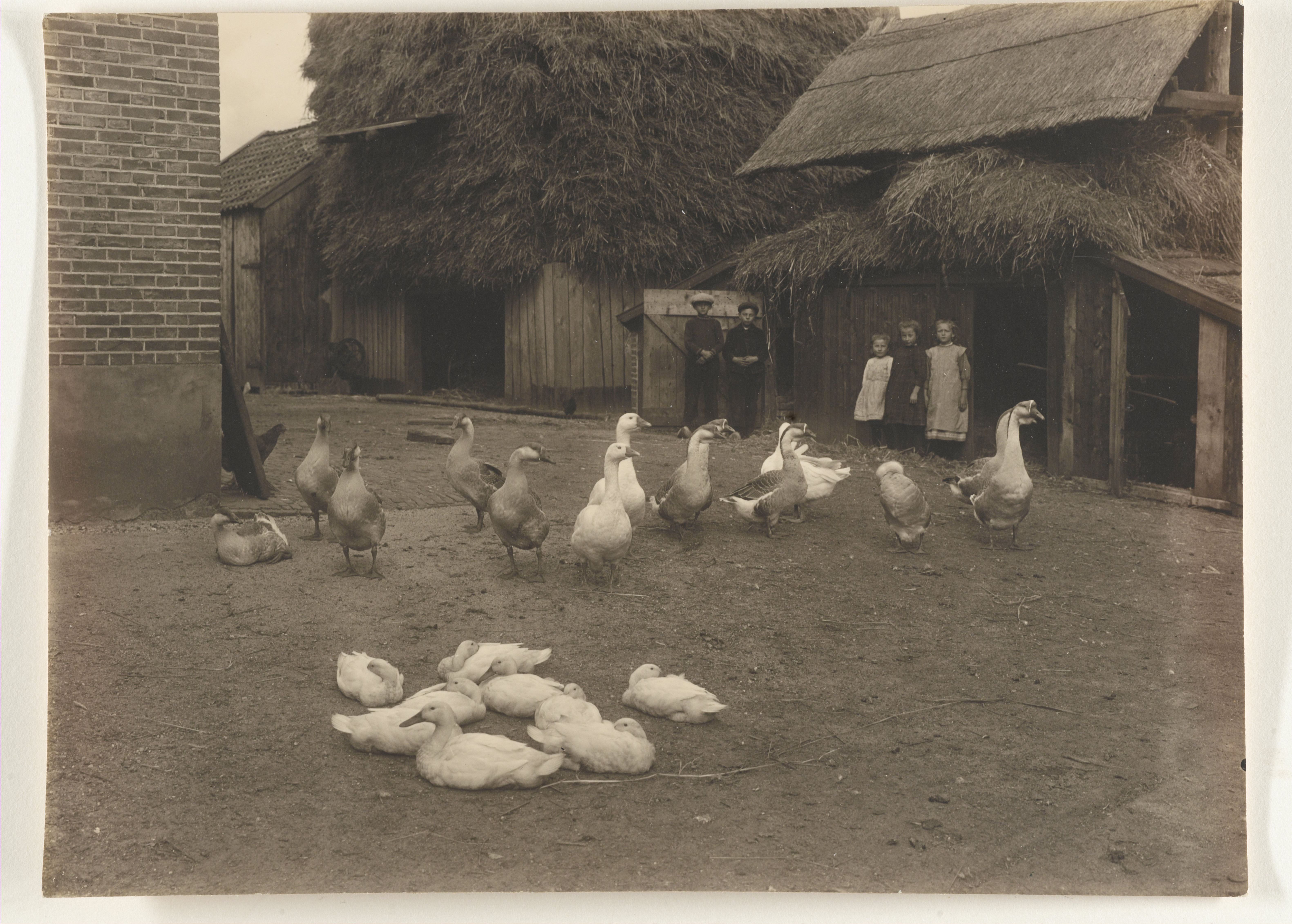
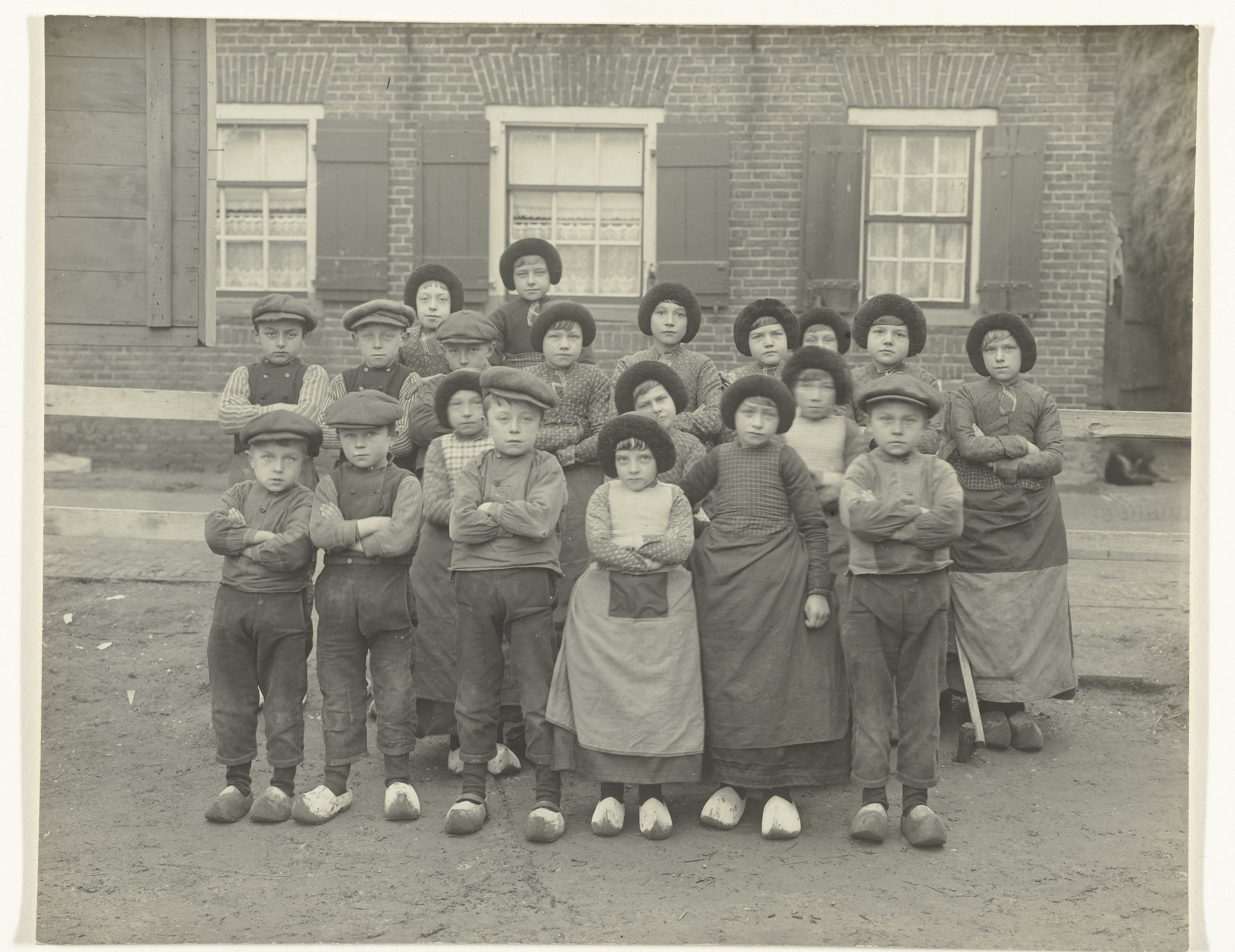
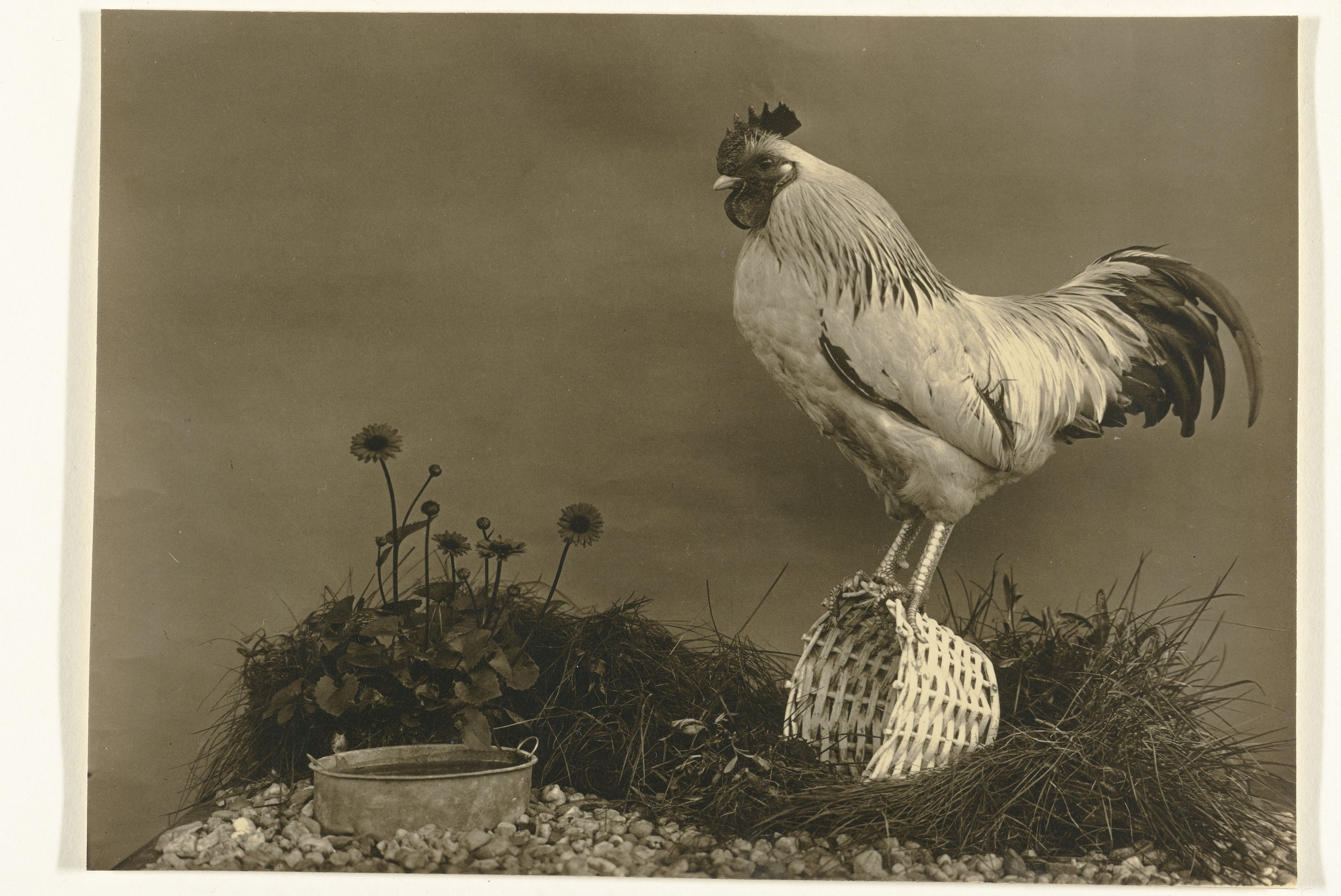
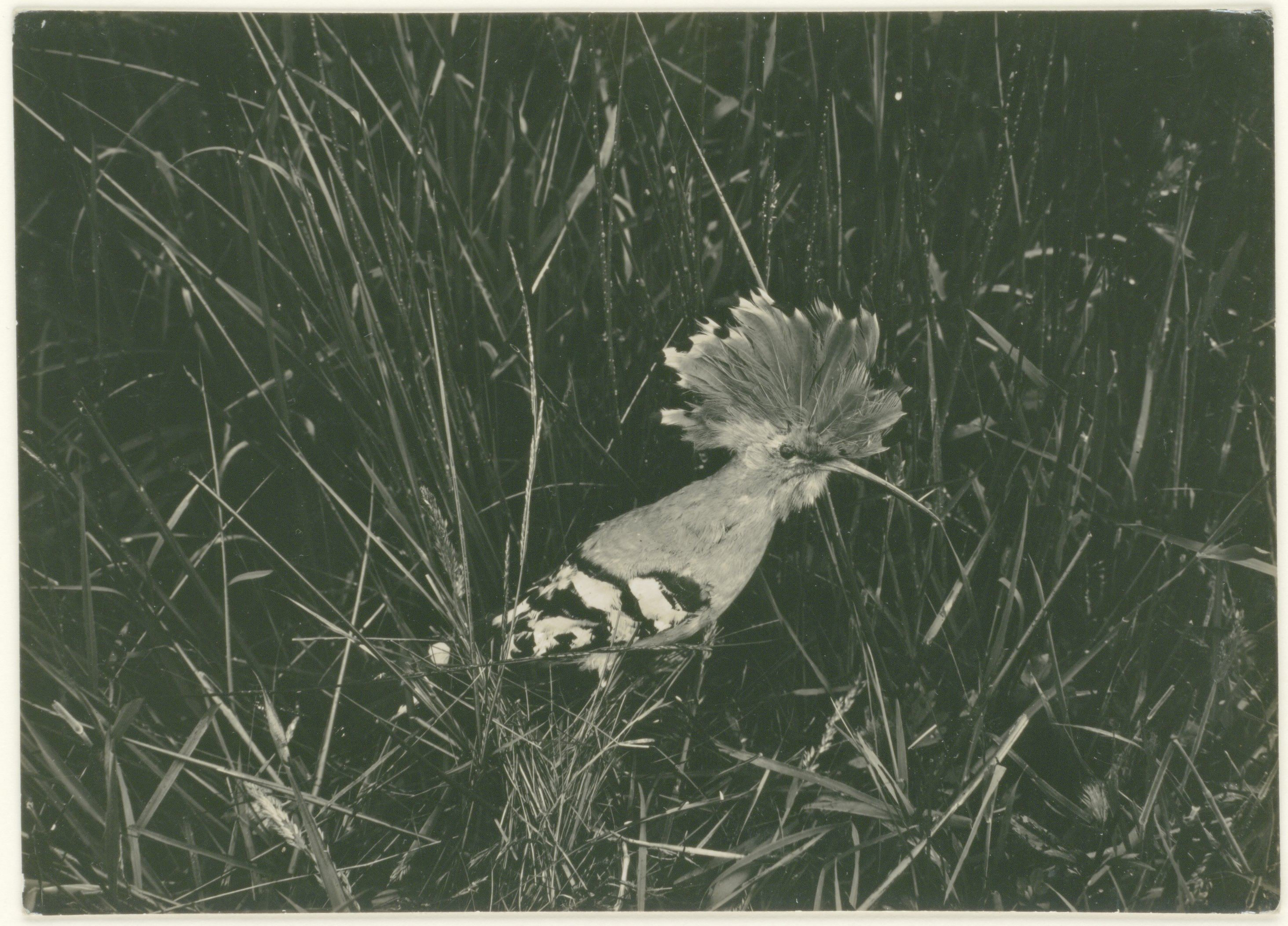
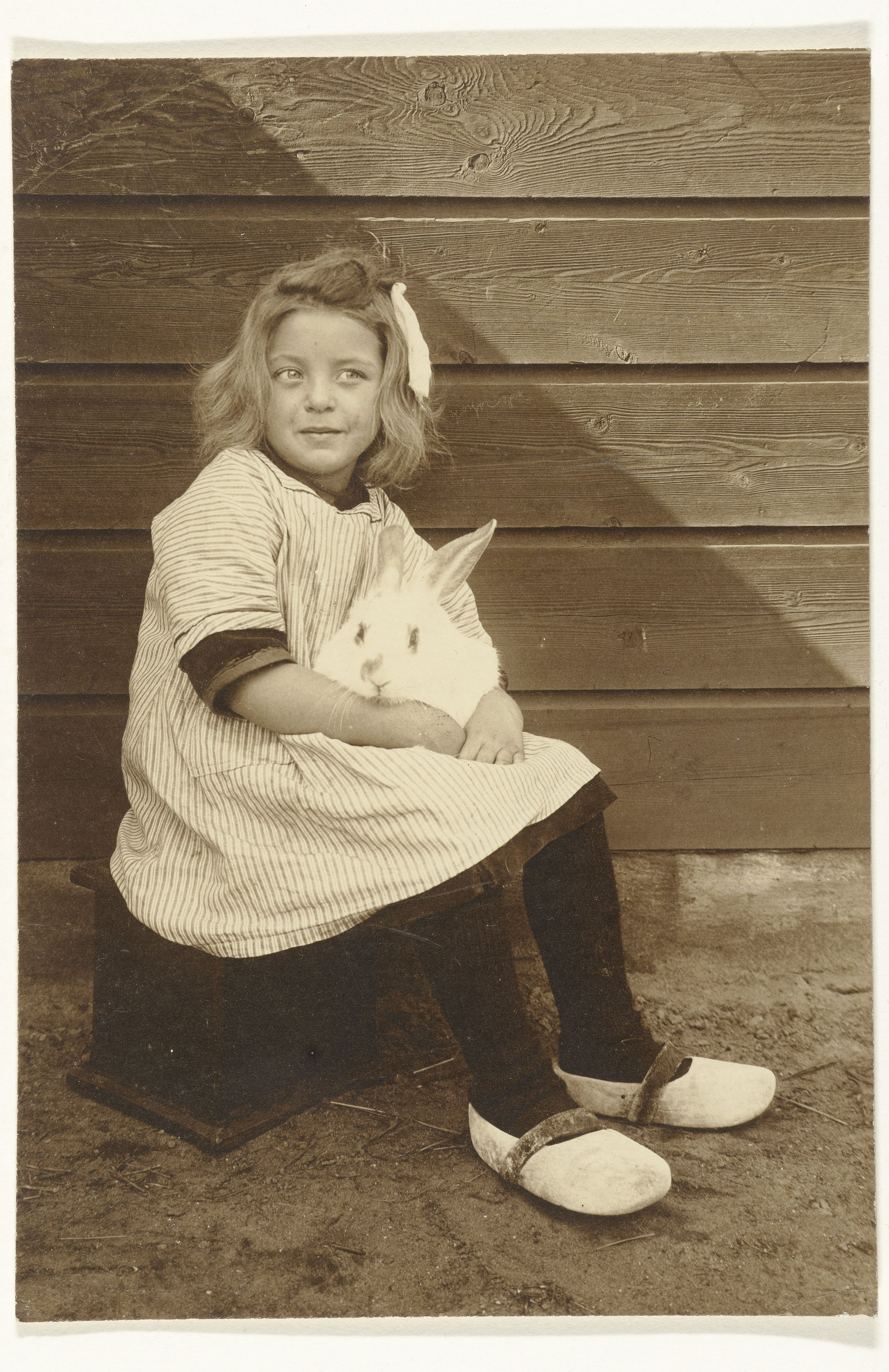
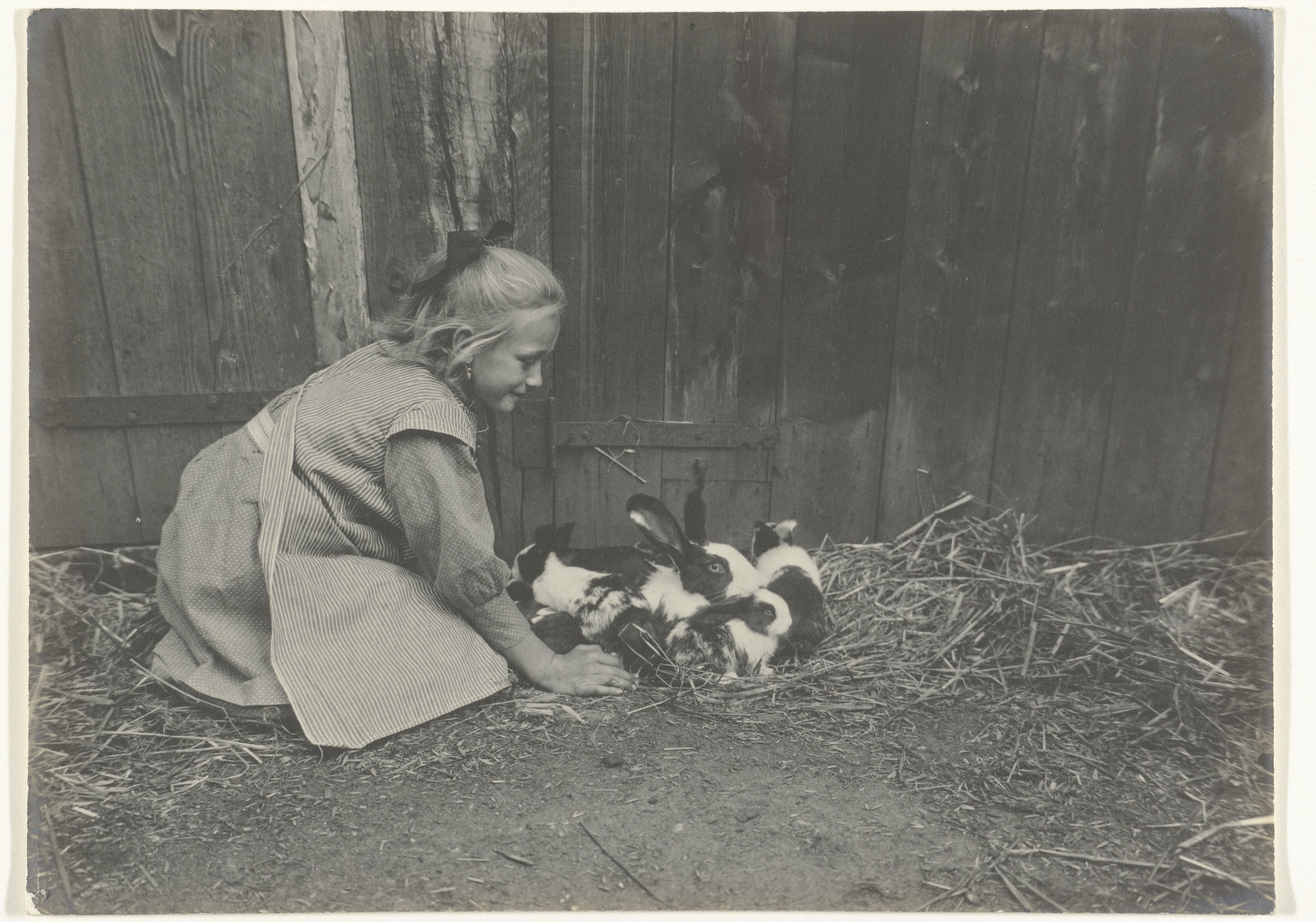
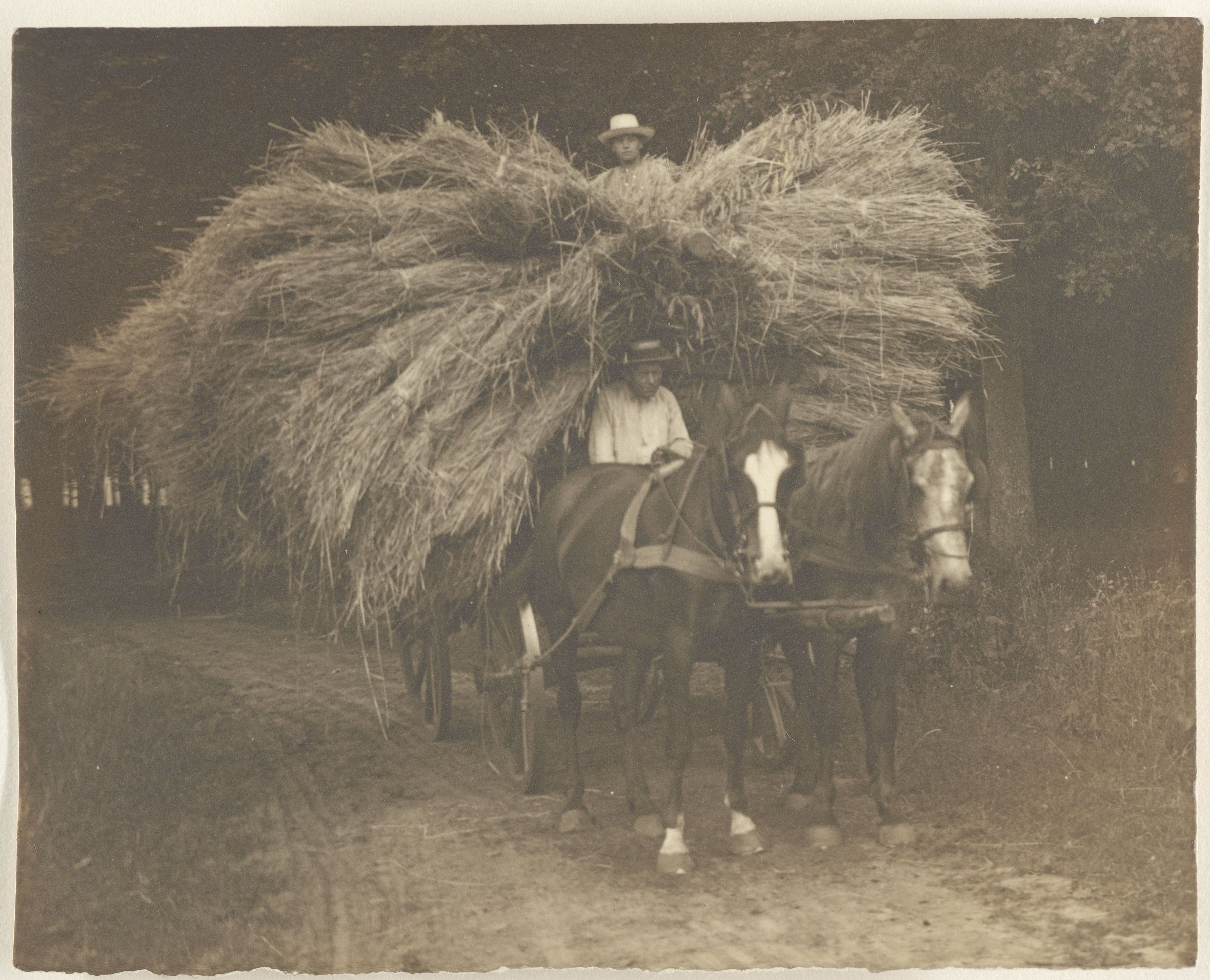
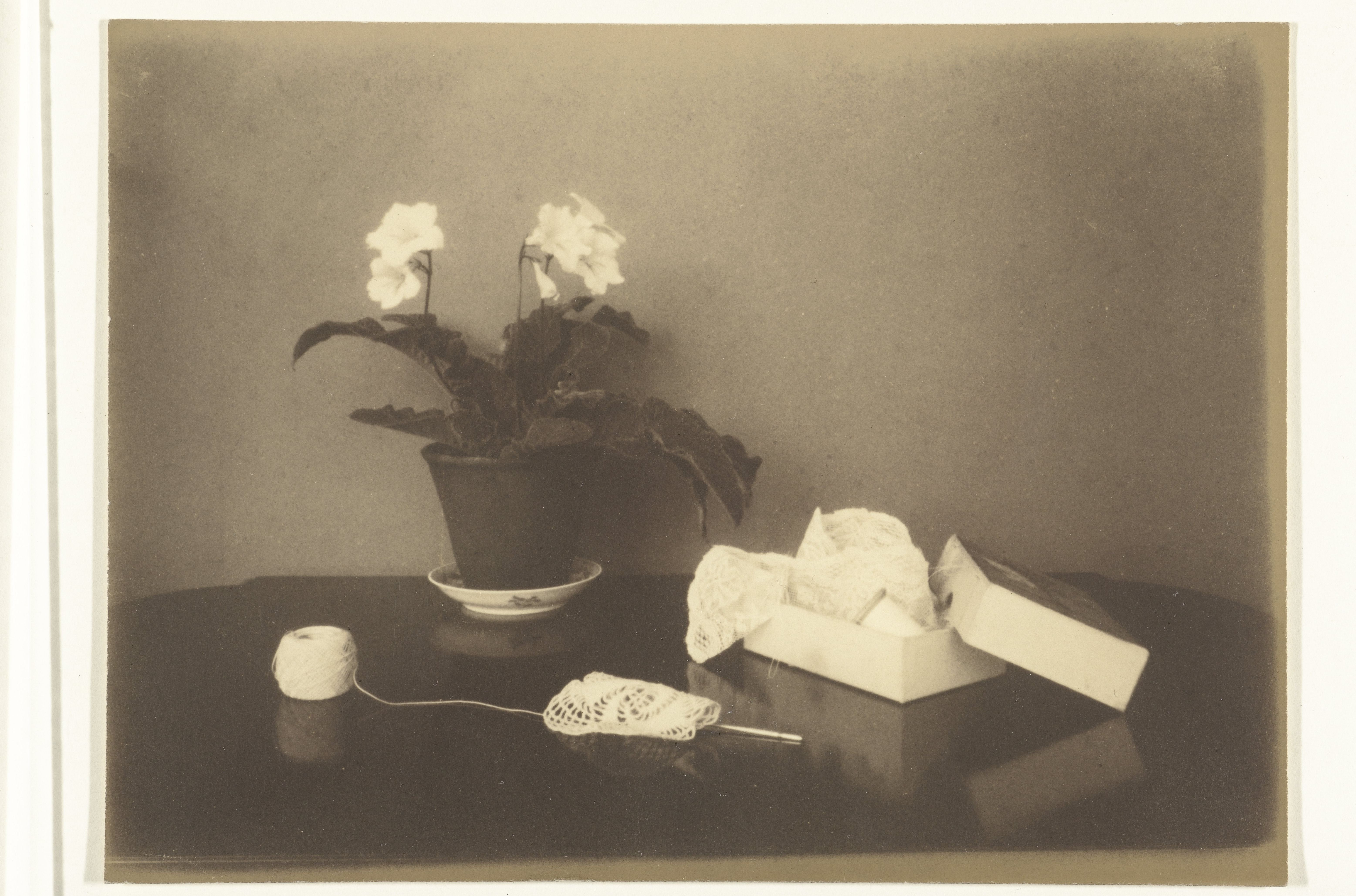
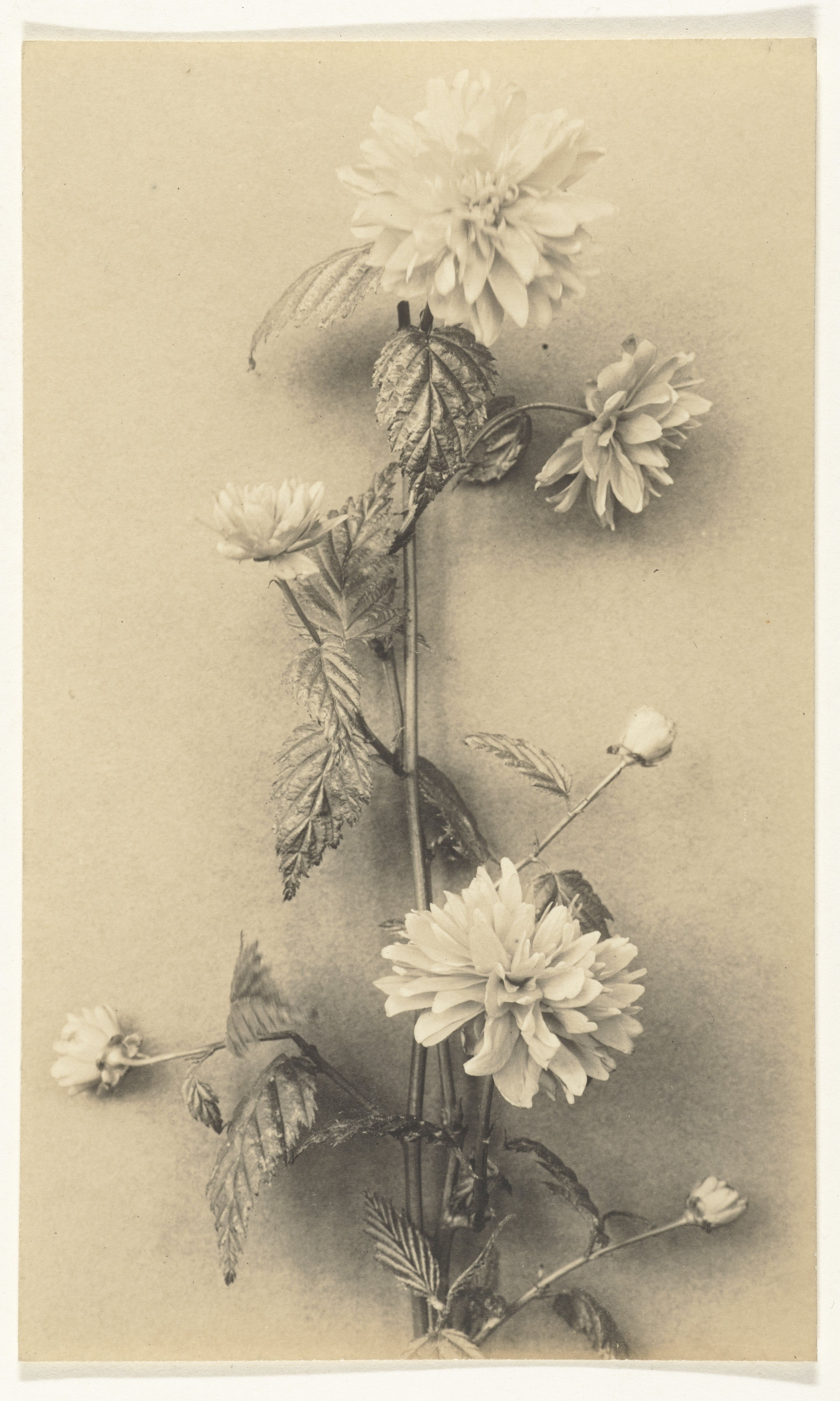
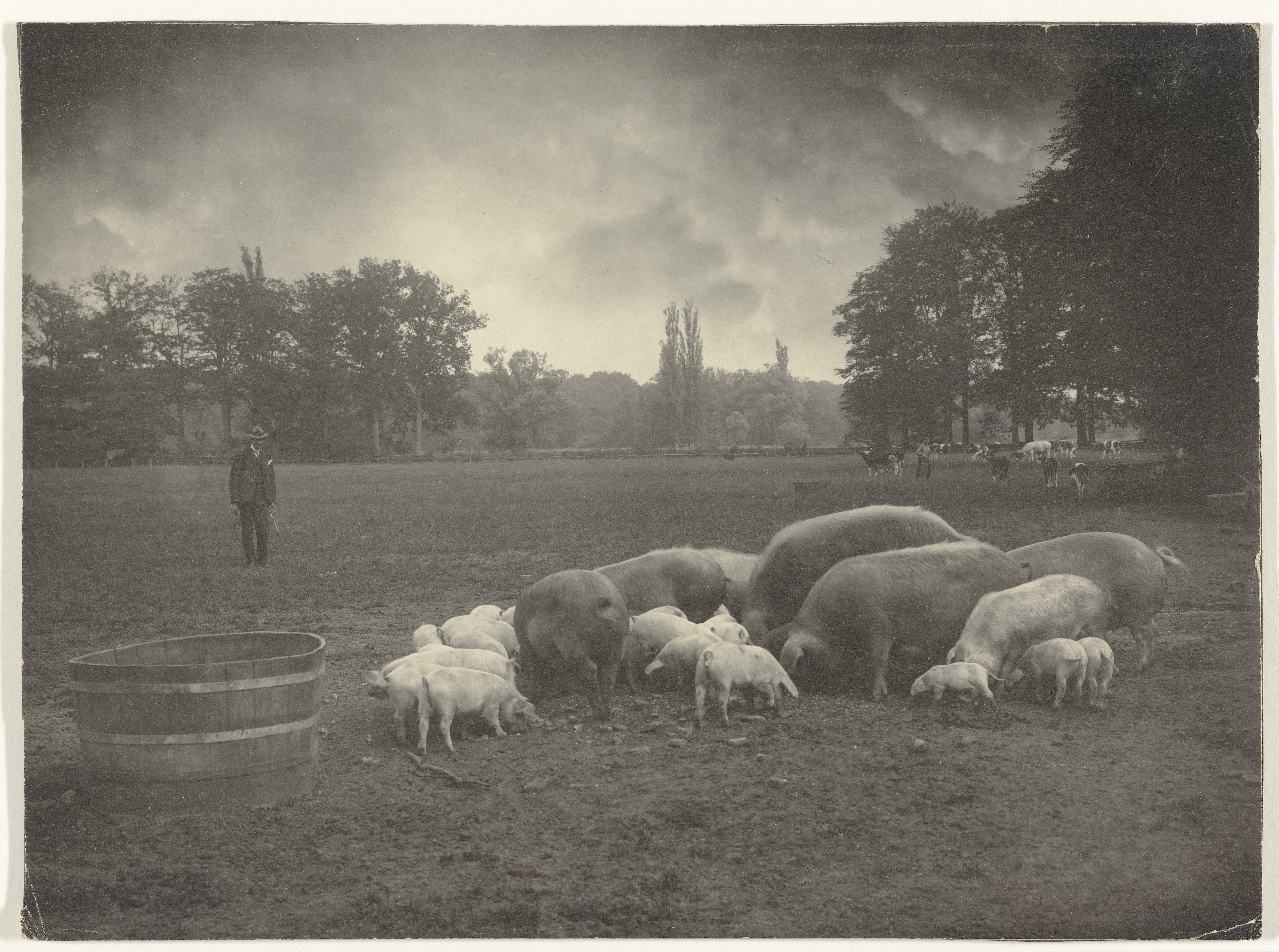